# Jang Hsziung
Jang Hsziung (Yang Xiong) kínai tudós, költő, filozófus a Han-dinasztia idején.

## Élete
Jang Hsziung (Yang Xiong) terjedelmes életrajza a Han-dinasztia hivatalos történeti művében, a Han su (Han shu)ban olvasható. Ezek szerint nagymúltú, neves hivatalnok-családból származott, azonban a család Jang Hsziung (Yang Xiong) születésnek idején már olyannyira elszegényedett, hogy az ő közvetlen felmenői már csak parasztok voltak. Viszonylag későn, harminckilenc éves korában, i. e. 13-ban költözött a fővárosba, Csang'an (Chang'an)ba, ahol kezdetben Vang Jin (Wang Yin) (? – i. e. 15; 王音) hadügyminiszter titkára, majd később udvari ember (csung-lang (zhonglang)) lett. Aj (Ai) (哀) császár (uralk. i. e. 27–1) szolgálatában azonban nem igen tud elvárásai szerint érvényesülni, így inkább az egyre nagyobb hatalmat szerző Vang Mang (Wang Mang) felé fordul. Jól lehet, Vang Mang (Wang Mang) a polgárháború zűrzavarát kihasználva, i. sz. 9-ben megdönti a Han-házat, és Hszia (Xia) néven megalapítja saját dinasztiáját, önmagát császárnak titulálva, Jang Hsziung (Yang Xiong) állítólag ekkor már nem kereste a kegyeit. Fia nem született, az életrajza pedig családjáról nem tartalmaz részleteket. I. sz. 18-ban bekövetkezett haláláig szerény körülmények között élt.

## Munkássága
Egyik legfontosabb műve a Fang-jen (Fangyan) (《方言》), amely a kínai dialektológia első műve, és amelyet huszonhét év alatt készített el. Filozófiai munkássága két fennmaradt művéből ismerhető meg. Az egyik a Változások könyve mintájára, i. e. 6. és i. e. 1. között íródott Taj-hszüan csing (Taixuan jing) (《太玄經》; szó szerint: „A nagy titok klasszikusa”), a másik pedig a Beszélgetések és mondások mintájára összeállított Fa jen (Fa yan) (《法言》; szó szerint: „Példamutató mondások”). Az utóbbiról azt tartják, hogy keletkezése azon beszélgetéseknek köszönhető, melyek során a tanítványai gyakorta kérdezgették Jang Hsziung (Yang Xiong)ot a Konfuciusz és Sze-ma Csien (Sima Qian) szavai közötti eltérésekről. A mester válaszaiból született végül a mű, i. sz. 4-ben.
Jang Hsziung (Yang Xiong) a „régi szövegek iskolája” néven ismert filológiai, filozófiai irányzat kiemelkedő alakja. Mindemellett költőként is számon tartják, különösen a fu-költészetben jeleskedett.